# Plagiostachys crocydocalyx
Plagiostachys crocydocalyx är en enhjärtbladig växtart som först beskrevs av Karl Moritz Schumann, och fick sitt nu gällande namn av Brian Laurence Burtt och R.M Sm. Plagiostachys crocydocalyx ingår i släktet Plagiostachys och familjen Zingiberaceae. Inga underarter finns listade i Catalogue of Life.